# Rahman Abdul Sifeen
Rahman Abdul Sifeen (in arabo عبد الرحمن سيفين‎?; 12 giugno 1974) è un ex calciatore saudita.

## Carriera
Ha preso parte ai Giochi olimpici del 1996 giocando 3 partite.